# ساریق‌اوبدا
ساریق‌اوبدا (به قزاقی: Saryqobda) یک منطقهٔ مسکونی در قزاقستان است که در شهرستان الگا واقع شده‌است. ساریق‌اوبدا ۴۲۸ نفر جمعیت دارد.